# Carl Hellström
Carl Hellström (ur. 10 grudnia 1864 w Göteborgu, zm. 4 lipca 1962 tamże) – szwedzki żeglarz, olimpijczyk, dwukrotny medalista olimpijski.
Na Letnich Igrzyskach Olimpijskich 1908 zdobył srebro w żeglarskiej klasie 8 metrów. Załogę jachtu Vinga tworzyli również Edmund Thormählen, Harald Wallin, Eric Sandberg i Erik Wallerius.
Cztery lata później zdobył zaś złoto w klasie 10 metrów na jachcie Kitty. Załogę uzupełniali wówczas Harald Wallin, Erik Wallerius, Harry Rosenswärd, Herman Nyberg, Humbert Lundén, Paul Isberg i Filip Ericsson.
Teść Erika Wallera, również żeglarza-olimpijczyka.